# Caenocephaloides melanarius
Caenocephaloides melanarius är en tvåvingeart som först beskrevs av Walker 1861.  Caenocephaloides melanarius ingår i släktet Caenocephaloides och familjen vapenflugor. Inga underarter finns listade i Catalogue of Life.